# Rădești (Galați)
Rădești est une commune roumaine située dans le județ de Galați.